# Україна-Русь

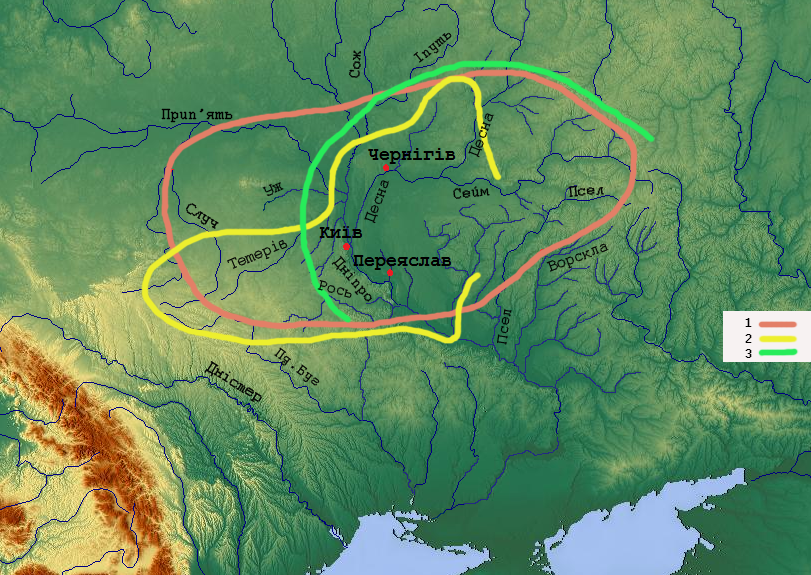
Землі, які зазвичай називались Руссю

Украї́на-Русь або Русь-Украї́на — термін, що використовувався в соціогуманітарних науках кінця XIX — початку XX сторіччя для позначення території проживання українського народу. Термін підкреслює зв'язок сучасної української нації з часами козацтва та Київської Русі. Був популяризований істориком Михайлом Грушевським у його праці «Історія України-Руси» та сучасною україністикою розглядається як архаїчний.

## Історія
Першим, хто вжив цей термін, був поляк-українофіл Павлин Свенціцький, у своєму польськомовному львівському журналі «Село» (Sioło) у 1866 році в контексті поширення псевдонаукових ідеологем поляка Франциска Духінського, який стверджував, що російська держава не має відношення до культури та спадщини Русі.
Як свідчив Олександр Барвінський, вибір такої словесної конструкції Грушевському порекомендував його вчитель Володимир Антонович з кон'юнктурних міркувань поточного політичного моменту, у зв'язку з тим, що серед галицьких русин, яким адресувалися його роботи, вживалися терміни «Русь» і «руський», а поняття «Україна» мало менше поширення. Для утвердження ідеї злиття Східної Галичини з Наддніпрянщиною в єдину «соборну Україну» дві назви були об'єднані в одну — «Україна-Русь» та активно популяризувалися О. Г. Барвінським та М. С. Грушевським.

## Сучасність
Після відновлення незалежності України термін «Україна-Русь» здобув загальне визнання як у науковому середовищі, так і у масовій культурі[джерело?]. Варто зазначити, що церковний титул Патріархів Київських Володимира та Філарета навіть містив словосполучення «Русь-Україна». Та визначальних кроків зроблено не було, що, зокрема, дало змогу Росії підігрівати москвофільський рух на Закарпатті в уже незалежній Україні. Його основою стала штучна розбіжність між дуже давнім етнонімом «русин», що найдовше протримався саме на західноукраїнських землях, що були під Австро-Угорською владою, зокрема на Закарпатті [джерело?], та новішим етнонімом «українець», що вже міцно прижився й замінив історичний етнонім українців «русин» на всіх інших теренах держави.
Разом із терміном «Київська Русь-Україна» його просував президент Віктор Ющенко, за ініціативою якого було започатковано свято День хрещення Київської Русі — України. Академік Петро Толочко назвав оформлення цього свята в Україні спробою «вкинути у минуле сучасну національно-державну номенклатуру».
У сучасній українській соціогуманітаристиці та західній україністиці термін «Україна-Русь» зазвичай уживається в ретроспективному розумінні, як архаїчний.